# Es ist soweit (Film)
Es ist soweit ist ein deutscher Fernsehsechsteiler aus dem Jahr 1960. Er war der zweite in der Reihe von Durbridge-Filmen, die in den 1960er-Jahren in Deutschland zu Straßenfegern wurden. Regisseur des für den NWRV gedrehten Films war Hans Quest.

## Handlung
Lucy und Clive Freeman haben sich auseinandergelebt. Seit Clive seine Forschungstätigkeit bei Prescott aufgegeben und sich selbstständig gemacht hat, streiten sie sich ständig und gehen sich immer mehr aus dem Weg. Schließlich beschließen sie, sich scheiden zu lassen, und beraten sich mit ihrem gemeinsamen Freund und Rechtsanwalt Laurence Hudson.
Am nächsten Tag bringt Clive die gemeinsame achtjährige Tochter Janet zur Schule. Als er abends heimkommt, ist bereits die Polizei da. Janet ist nicht nach Hause gekommen. Die Lehrerin Miss Calthorpe sagt, sie habe sie zur Bushaltestelle gebracht, seitdem sei das Kind verschwunden. Die Polizei erhält die Information, dass Janet möglicherweise im 20 Meilen entfernten Henshaw-Forst gesehen wurde, aber die Suche bleibt erfolglos.
Nach zwei Wochen hat die Polizei noch immer keine Spur von der Tochter der Freemans gefunden, lediglich der Name Nelson scheint ein Anhaltspunkt zu sein. Merkwürdigerweise tauchen dann Janets Schulsachen im Henshaw-Forst auf, sie konnten aber wegen der vorherigen Regenfälle erst am Tag des Fundes dorthin gelangt sein. Gleichzeitig erhält der Anwalt Hudson einen anonymen Anruf, der ihm aufforderte auszurichten, Mrs. Freeman solle sich das Schulheft ansehen. Als am selben Abend die Lehrerin Miss Calthorpe zu den Freemans kommt, fällt dieser auf, dass in dem Schreibheft Wörter mit P stehen, obwohl in der Schule erst der Buchstabe M durchgenommen worden war. Clive erinnert sich aufgrund der Wörter Photo, Porträt und Profil daran, dass vor dem Verschwinden von Janet ein Termin im Photoatelier Profil für ihre Tochter vereinbart gewesen war, der dann nicht zustande kam. Eigentlicher Anlass für den Besuch der Lehrerin war aber eine ausgeliehene Schulpuppe gewesen, die einen Matrosen namens Nelson darstellte.
Das Photoatelier Profil war Lucy Freeman von einer Nachbarin namens Barstow empfohlen worden. Lady Barstow wiederum hatte durch den Zahnarzt Stevens von dem Fotografen Pelford erfahren. Nach Absprache mit Inspektor Kenton geht Lucy in das Studio und sucht Pelford auf. Dieser lässt sie vermeintlich mit ihrer Tochter telefonieren, wobei es sich jedoch um eine abgespielte Bandaufnahme handelt. Außerdem sagt er ihr, sie solle von nun an die Polizei aus dem Spiel lassen und auf weitere Anweisungen warten.
Kenton erfährt nichts von dem wahren Verlauf des Treffens und auch nichts davon, dass Pelford kurze Zeit später Clive Freeman anruft und ihm den Besuch eines Dritten ankündigt, den er alleine empfangen solle. Trotzdem bittet Clive seinen Freund Hudson, heimlich das Gespräch zu verfolgen. Doch während des Treffens bemerkt der unbekannte Besucher den Anwalt und als er eine Pistole zieht, schlägt ihn Freeman nieder, ein Schuss fällt und der Mann bricht zusammen. Hudson stellt fest, dass der Mann tot ist. Außerdem finden sie bei der Untersuchung des Besuchers eine Brieftasche mit einer Zahnarztrechnung von Dr. Stevens an einen Mr. Nelson.
Um die Entführer in die Irre zu führen, gehen sie nicht zur Polizei, sondern verstecken den Körper im Henshaw-Forst. Sie wollen den Leuten weismachen, dass Nelson nie zur Verabredung erschienen sei. Doch die Kontaktaufnahme mit Pelford misslingt, dieser ist verschwunden. Die Freemans haben aber auch erfahren, dass Ruth Calthorpe, Janets Lehrerin, ein Verhältnis mit dem Zahnarzt Stevens hat. Deshalb geht Clive unter einem Vorwand dorthin zur Behandlung. In der Praxis kann Clive heimlich einen Blick in die Patientenkartei werfen und die Adresse von Nelson in Erfahrung bringen. Das war allerdings nur ein Trick, nach Clives Weggang vernichtet Stevens die Karteikarte.
Inzwischen hat die Polizei den toten Nelson im Wald gefunden und befragt auch die Freemans, ob sie ihn kennen, denn dessen Brieftasche ist verschwunden, obwohl sie sie zurückgesteckt hatten. Sie beschließen, zu der Adresse zu fahren, die sie bei Stevens in Erfahrung gebracht hatten, und finden ein entlegenes Cottage bei Lower Meldon. Das Gebäude ist offenbar verlassen, doch sie finden Janets Schulhut im Gras liegen. Clive steigt durch ein unverschlossenes Fenster ein und findet die ermordete Miss Calthorpe. Er alarmiert anonym die Polizei und sie verschwinden nach Hause.
Dort erfahren die Freemans, dass Pelford in ihrer Abwesenheit da gewesen war, er ruft kurz darauf an und verabredet sich mit Clive Freeman in einem Fernfahrercafé. Dort verlangt Pelford von ihm, dass Freeman im Austausch für die Rückkehr seiner Tochter nach Prag gehen soll. Wie Clive bereits vorher erfahren hatte, besteht eine verwandtschaftliche Beziehung zwischen Pelford und einem anderen Forscher, mit dem Clive bei Prescott zusammengearbeitet hatte und der jetzt ebenfalls in Prag ist. Inzwischen ist Inspektor Kenton bei Lucy Freeman und zeigt ihr einen Brief in Clives Handschrift, in dem dieser sich angeblich mit Miss Calthorpe in dem Cottage verabredet und auch Janets Hut als Ablenkungsmanöver vorgesehen hatte, falls seine Frau mitkommen würde. Der Brief war bei der Toten gefunden worden und der Inspektor ahnt, dass die Freemans dort gewesen waren, obwohl sie das leugnen. Als Clive nach Hause kommt, bestreitet er, den Brief geschrieben zu haben.
Nach dem Weggang des Inspektors erzählt er seiner Frau zwar, dass Janet am nächsten Tag zurückkommen werde, sagt ihr aber, Pelford hätte Geld verlangt und er würde es tags darauf übergeben. Lucy, misstrauisch geworden, belauscht aber später die Nachricht ihres Mannes an Pelford, „der Flugschein werde benötigt“. Sie konfrontiert ihren Mann und ahnt die Wahrheit, kann aber Clive nicht aufhalten. Als sie Inspektor Kenton informieren will, kommt Hudson dazwischen. Schließlich geht Hudson zu Kenton und erzählt ihm sowohl, was am Abend von Nelsons Besuch im Haus der Freemans tatsächlich geschehen war, als auch von Janets geplanter Rückkehr und Lucys Verdacht.
Als Clive Freeman wie verabredet am Flughafen eintrifft, bestätigt Pelford seine Ankunft telefonisch bei einem Mann namens Lomax, der daraufhin die entführte Tochter zum Bahnhof bringen lässt. Der Fotograf wird unmittelbar danach von der Polizei verhaftet. Jedoch hat der Zahnarzt Stevens von der Verhaftung erfahren und informiert Lomax, dem es daraufhin im letzten Moment gelingt, auf den anfahrenden Zug aufzuspringen und Janet wieder zurückzuholen. Die ganze Aktion wird ebenfalls von der Polizei überwacht, die aber nicht eingreift, obwohl Kommissar Wilde von der Abwehr das Haus von Lomax offenbar schon längere Zeit überwacht.
Kurz nachdem Freeman wieder zuhause ist, trifft gerade ein Bote von Clives früherem Arbeitgeber Prescott ein mit einem Schreiben, in dem Clive eine eigene Forschungsabteilung in dem Unternehmen angeboten wird. Kurz darauf ruft ihn Stevens an, und obwohl dieser vermutet, dass der Besuch seines Anwalts bei der Polizei zu Pelfords Verhaftung geführt hat, soll ein zweiter Austausch stattfinden. Clive verlangt daraufhin, seine Tochter sehen zu können. Er wird von Stevens in London abgeholt und zu Lomax’ Haus gebracht. Während er mit seiner Tochter Janet zusammengeführt wird, umstellt die Polizei das Haus und mit einem raschen Zugriff wird die Entführung beendet.
Zurück im Haus der Freemans stellt die Polizei schließlich dem Kopf der Bande eine Falle. Es ist Laurence Hudson, der sich am Tresor zu schaffen macht, um an das als Köder aufgesetzte Prescott-Schreiben zu gelangen. Als ihn die Polizei verhaften will, gelingt es ihm, sich eine Waffe zu greifen, die er sich zuvor zurechtgelegt hatte. Doch bevor er sich damit einen Fluchtweg freimachen kann, taucht Lucy Freeman auf, schießt auf ihn und trifft ihn am Arm, woraufhin er überwältigt werden kann.

## Weitere Verfilmungen
Die Erstverfilmung des Drehbuchs von Francis Durbridge fand im Jahr 1957 statt. Die BBC strahlte den Film ebenfalls als Sechsteiler in etwas kürzeren Folgen unter dem Originaltitel A Time Of Day aus. Die Aufnahmen existieren allerdings heute nicht mehr. In den 1960er Jahren gab es in Italien eine Verfilmung mit dem Titel Paura per Janet in sechs etwa einstündigen Folgen.